# تاريخ جديد طشقند
تاريخ جديد طشقند هي سيرة فارسية عن خانية خوقند، ألفها في عام 1886 محمد صالح خواجة طاشكندي، وهو مُعلم في مدرسة تقليدية إسلامية. وهو أطول وآخر سجل كبير عن خانية قوقند.

## التاريخ
بدأ طاشكندي في كتابة السجل في عام 1862، ولكن بحلول الوقت الذي اكتمل فيه، كانت الإمبراطورية الروسية قد غزت خانية قوقند. يقدم المجلد الأول من السجل، والذي يشكل أقل من ثلث محتواه، تاريخًا عامًا مأخوذًا في معظمه من مصادر أقدم. في المقابل، يقدم المجلد الثاني رواية أكثر أهمية، مع التركيز على تاريخ طشقند، وفرغانة، وخانية خوقند، إلى جانب وصف موسع للغزو الروسي. يُعد كتاب تاريخ طشقند الجديد من بين العديد من الأعمال التاريخية الفارسية من آسيا الوسطى التي لم تحظ بطبعتها الخاصة.